# Jüdischer Friedhof (Dorsten)

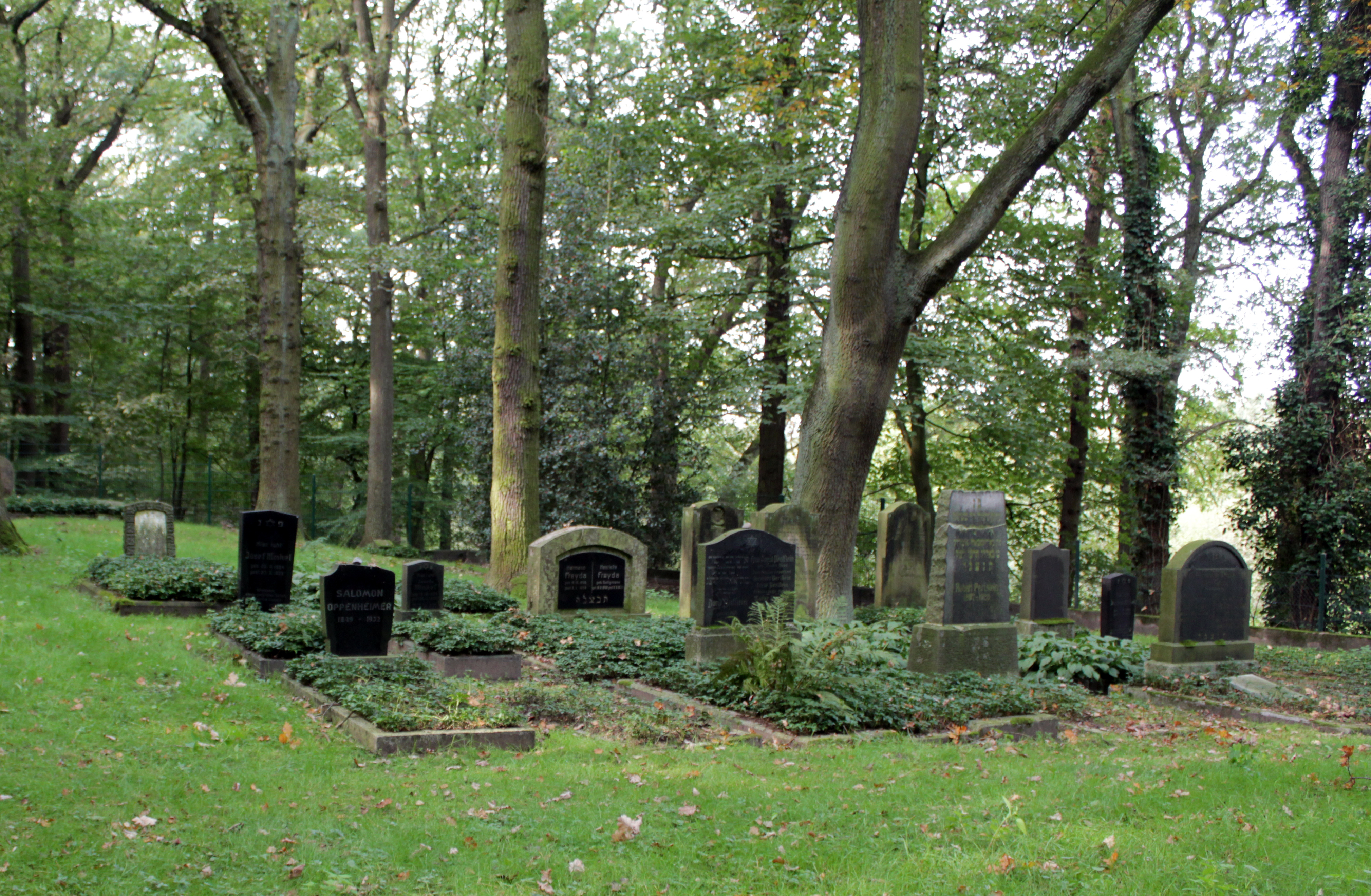
Der jüdische Friedhof Dorsten im Naturpark Hasselbecke

Der Jüdische Friedhof Dorsten liegt im sogenannten „Judenbusch“ im Naturpark Hasselbecke des Dorstener Stadtteils Feldmark. Das ca. 1500 m² große Gelände wurde 1628 zum ersten Mal urkundlich erwähnt und ging 1790 in städtischen Besitz über. Zwischen 1857 und 1941 diente das Areal als Begräbnisplatz der jüdischen Gemeinde.
Insgesamt 27 Grabstellen sind heute noch erkennbar. Davon lassen sich 19 Gräber individuell zuordnen. Mehrere Grabstellen gehören zur um 1850 in die USA ausgewanderten Familie Eisendrath, die sich bis in die Gegenwart hinein immer wieder für Renovierungen des Friedhofs engagiert hat.